# ЧП (команда КВН)
«ЧП» — команда КВН из Минска. Выступала в Высшей лиге КВН с 2001 по 2005 год.

## Состав команды
- Дмитрий Танкович
- Евгений Сморигин
- Виктор Медведский
- Сергей Атрощенко
- Алексей Поляков
- Иван Вабищевич
- Анатолий Чайковский
- Наталья Кузьмина
- Павел Кривчик
- Павел Шестаков

## История
История команды КВН «ЧП» берет своё начало с 1994 года. Именно в 1994 году в средней школе № 130 г. Минска состоялся школьный чемпионат КВН с участием команды «ЧП». И в этом же году уже в обновленном составе, команда КВН «ЧП», уже как сборная школы, принимает участие в общегородском Чемпионате КВН среди школ.
Выступление в школьных чемпионатах проходили очень успешно. И уже в 1997 году, когда возобновил свою работу после 10-летнего перерыва Белорусский Клуб Весёлых и Находчивых, команда «ЧП» принимает участие в первом сезоне Белорусского КВН. В этом сезоне команда доходит до полуфинала. В 1998 году команда снова заявляется в Чемпионат Белорусского КВН и уже становится чемпионом клуба. Некоторые из участников команды в этом году впервые попадают на Сочинский Фестиваль в составе сборной Белорусского КВН — команды «Белорусский вокзал». 1998 год был богат событиями. В этом же году команда КВН «ЧП» принимает участие и становится чемпионом Открытого Чемпионата КВН Балтии (Рига).
В 1999 году в Минске открывается Евролига — официальная лига ТТО «АМиК». И в этом же году Евролига покоряется Команде «ЧП». Вместе с играми Евролиги некоторые из участников команды принимают участие в играх сборной Белорусского КВН — «Белорусский вокзал».
В 2000 году команда «ЧП» впервые попадает на Сочинский фестиваль под собственным именем. И по его результатам получает право выступать в Открытой Украинской лиге. Команда доходит до полуфинала. Но неожиданно от полуфинала отказывается одна из команд, и организаторы на её место приглашают команду «ЧП». Это событие окрылило, и позволило в этом году стать команде «ЧП» — Чемпионом Открытой Украинской лиги, обыграв в финале «95 квартал». Это дало право команде выступать в следующем сезоне Высшей лиге МС КВН.
2001 год. Команда «ЧП» впервые принимает участие в Высшей лиге МС КВН. В первой 1/8 финала команда неожиданно занимает первое место, обойдя «Утомленных солнцем». Однако уже в 1/4 команда проигрывает. В 2002 году команду «ЧП» приглашают участвовать в Открытую Украинскую лигу, и она становится вице-чемпионом.
2003 год. Команда «ЧП» вновь в Высшей лиге. В этом году команде удается дойти до полуфинала. И вновь год отпуска. Однако в 2004 году отдых получился своеобразным: команда принимает участие в Фестивале «Голосящий КиВиН» (Юрмала) и становится обладателем Президентского КиВиНа.
Год 2005. Последний сезон команды в Высшей лиге. Первые 3 отборочных игры команда проходит блестяще, завоевывая первые места. На Фестивале «Голосящий КиВиН» команда завоевывает КиВиНа в светлом. Однако в финале чемпионата команда играет блекло и в итоге занимает последнее место.
С 2005 года команда больше не принимает участие в сезонах Высшей лиги, однако периодически выступает на «Днях рождения КВН» в составе своей команды и в составах символических сборных.
В 2006 году команда была приглашена в дополнительный полуфинал Высшей Украинской лиги, в котором также приняли участие «Уездный город» и «Дети лейтенанта Шмидта». Команда выиграла полуфинал, но в финале заняла лишь четвёртое место.

## После КВН
- 2008 г. «Вечера чёрного юмора» в концерт-холле «Фридом» (Киев)
- 2008 г. Создание развлекательных сайтов doktorx.tv и draniki.tv
- 2007—2008 гг. Серия телевизионных концертов «Оранжевое настроение». Телеканал «ОНТ» (Белоруссия)
- 2007—2010 гг. Серия телевизионных программ «Великолепная пятерка». (Дмитрий Танкович, Евгений Сморигин — ведущие) Телеканал «ОНТ» (Белоруссия)
- 2009 г. Телевизионный проект «Битва титанов» (Дмитрий Танкович — ведущий) Телеканал «ОНТ» (Белоруссия)
- 2009 г. Серия телевизионных программ «Рекламная пауза» (Дмитрий Танкович, Евгений Сморигин — ведущие), Телеканал «ОНТ» (Белоруссия)
- 2009 г. Телевизионный проект «Танцуют все-2». (Дмитрий Танкович — ведущий), Телеканал «СТБ» (Украина)
- 2008 г. Конкурс молодых исполнителей «Новая волна», спец-приз от Аллы Пугачевой (Иван Вабищевич — участник), Телеканал «РТР» (Россия)
- 2009 г. Телевизионный проект «СТС зажигает супер-звезду» (Наталья Кузьмина — участница), Телеканал «СТС» (Россия).
- 2006—2009 гг. Конкурс молодых исполнителей «Новая волна» (Кривчик Павел, Поляков Алексей, Медведский Виктор, Атрощенко Сергей, Чайковский Анатолий — главные сценаристы), Телеканал «РТР» (Россия)
- 2009 г. Телевизионный проект «Україна має талант» (Дмитрий Танкович, Евгений Сморигин — креативные продюсеры, Кривчик Павел, Поляков Алексей — творчество номеров), Телеканал «СТБ» (Украина)
- 2009 г. Телевизионный проект «Евровидение по-нашему» (Дмитрий Танкович, Кривчик Павел, Поляков Алексей — сценаристы), Телеканал «СТС» (Россия)
- 2009 г. «Большая Разница. Украинская версия» (Виктор Медведский, Сергей Атрощенко — главные сценаристы), Телеканал «ICTV» (Украина)
- 2009 г. Шоу «Смешные люди». (Дмитрий Танкович, Евгений Сморигин — ведущие), Телеканал «СТБ» (Украина)
- 2010 г. Телевизионный проект «Україна має талант-2» (Дмитрий Танкович — креативный продюсер, Кривчик Павел, Поляков Алексей — творчество номеров), Телеканал «СТБ» (Украина)
- 2010 г. Телевизионный проект «Україна має талант-2. Второй шанс» (Дмитрий Танкович, Евгений Сморигин — ведущие, Телеканал «СТБ» (Украина)
- 2010 г. Телевизионный проект «Х-Фактор. Страна ждет» (Дмитрий Танкович- ведущий, Телеканал «СТБ» (Украина)
- 2010 г. Телевизионные сериалы: «Воронины» (СТС), «Как я встретил вашу маму» (СТС), «Реальные пацаны» (ТНТ) (Алексей Поляков, Павел Кривчик — сценаристы)
- 2010 г. «Большая Разница. Украинская версия» (Виктор Медведский, Сергей Атрощенко — креативные продюсеры ПЦ «Среда» (Украина), Антон Азизбекян — исполнительный продюсер программы «Большая разница. Украинская версия» ПЦ «Среда» (Украина). Телеканал «ICTV» (Украина)
- 2012 г. Телевизионный сериал «Восьмидесятые», (СТС). (Поляков Алексей, Кривчик Павел — сценаристы)
- 2011—2013 гг. Юмористический тележурнал «Нереальная история» (СТС). (Евгений Сморигин — актёр)
- 2013 г. Телевизионный проект «Голос-2» (Иван Вабищевич — участник), Первый канал (Россия)
- 2013 г. Дмитрий Танкович — ведущий телеигры «Куб», СТБ (Украина)
- 2014 г. Телевизионное юмористическое шоу «Это смешно» (Россия1). (Евгений Сморигин — участник).
- 2015 г.-по н.в. Евгений Сморигин — участник «Дизель шоу». Телеканал «ICTV» (Украина)
- 2019 г.-по н.в. Дмитрий Танкович — участник «Дизель шоу». Телеканал «ICTV» (Украина)

## Достижения и титулы
- 1998 — Чемпионы Открытого Чемпионата КВН Балтии
- 1998 — Чемпионы Высшей лиги Белорусского КВН
- 1999 — Чемпионы Евролиги Международного Союза КВН
- 2000 — Чемпионы Открытой Украинской лиги МС КВН
- 2001 — Обладатели Приза за лучшую разминку на «Встрече трех поколений» в Судаке
- 2001 — Четвертьфиналист Высшей лиги МС КВН
- 2003 — Полуфиналист Высшей лиги МС КВН
- 2004 — Обладатели «Президентского КиВиНа» на Музыкальном фестивале «Голосящий КиВиН» в Юрмале
- 2005 — Обладатели «Большого КиВиНа в светлом» на Музыкальном Фестивале «Голосящий КиВиН» в Юрмале
- 2005 — Бронза Высшей лиги МС КВН